# آرتسبرگ (زاکسونی)
آرتسبرگ (به آلمانی: Arzberg) یک شهر در آلمان است که در نوردزاکسن واقع شده‌است. آرتسبرگ ۲٬۲۴۳ نفر جمعیت دارد.

## نگارخانه

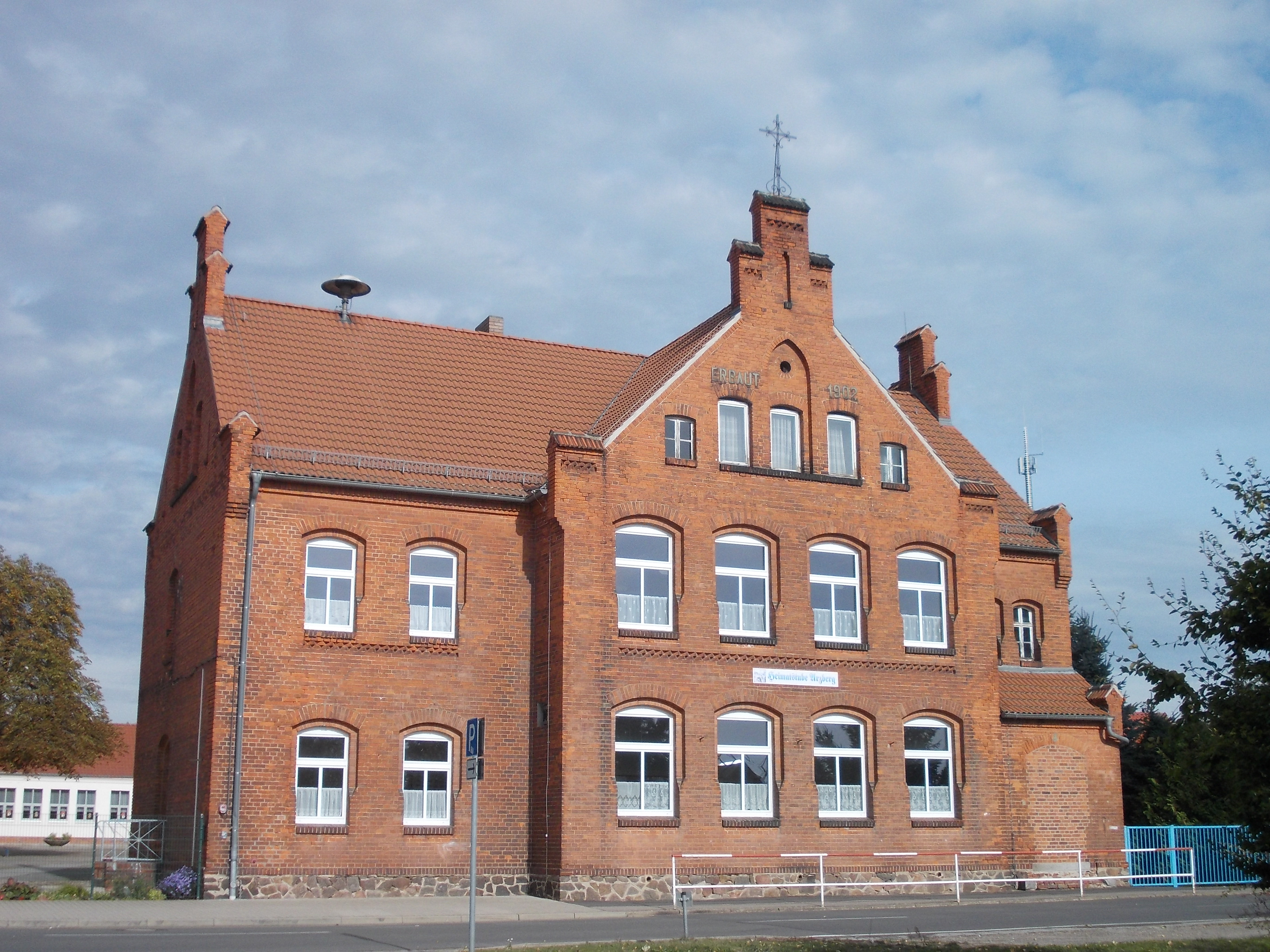
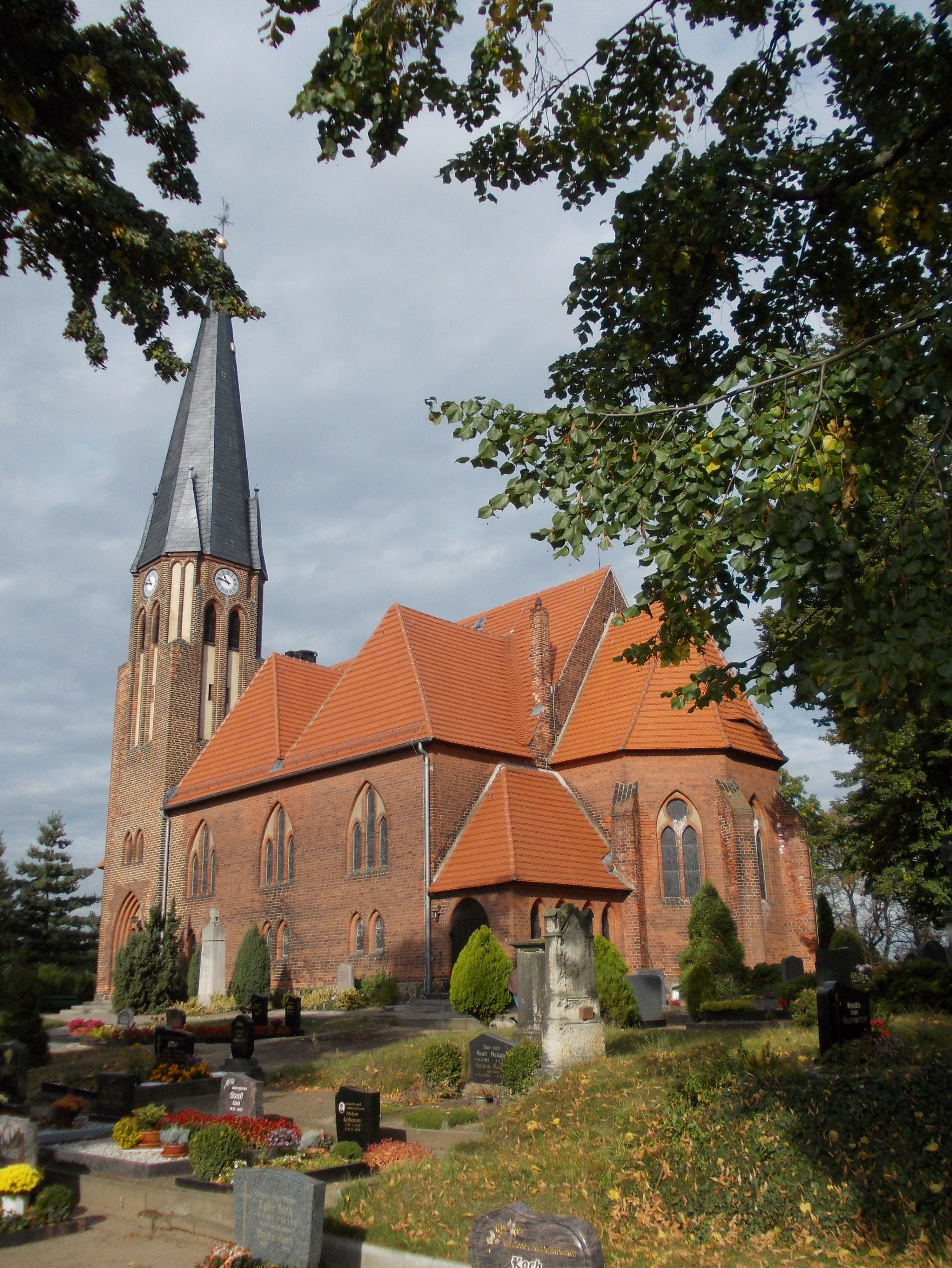
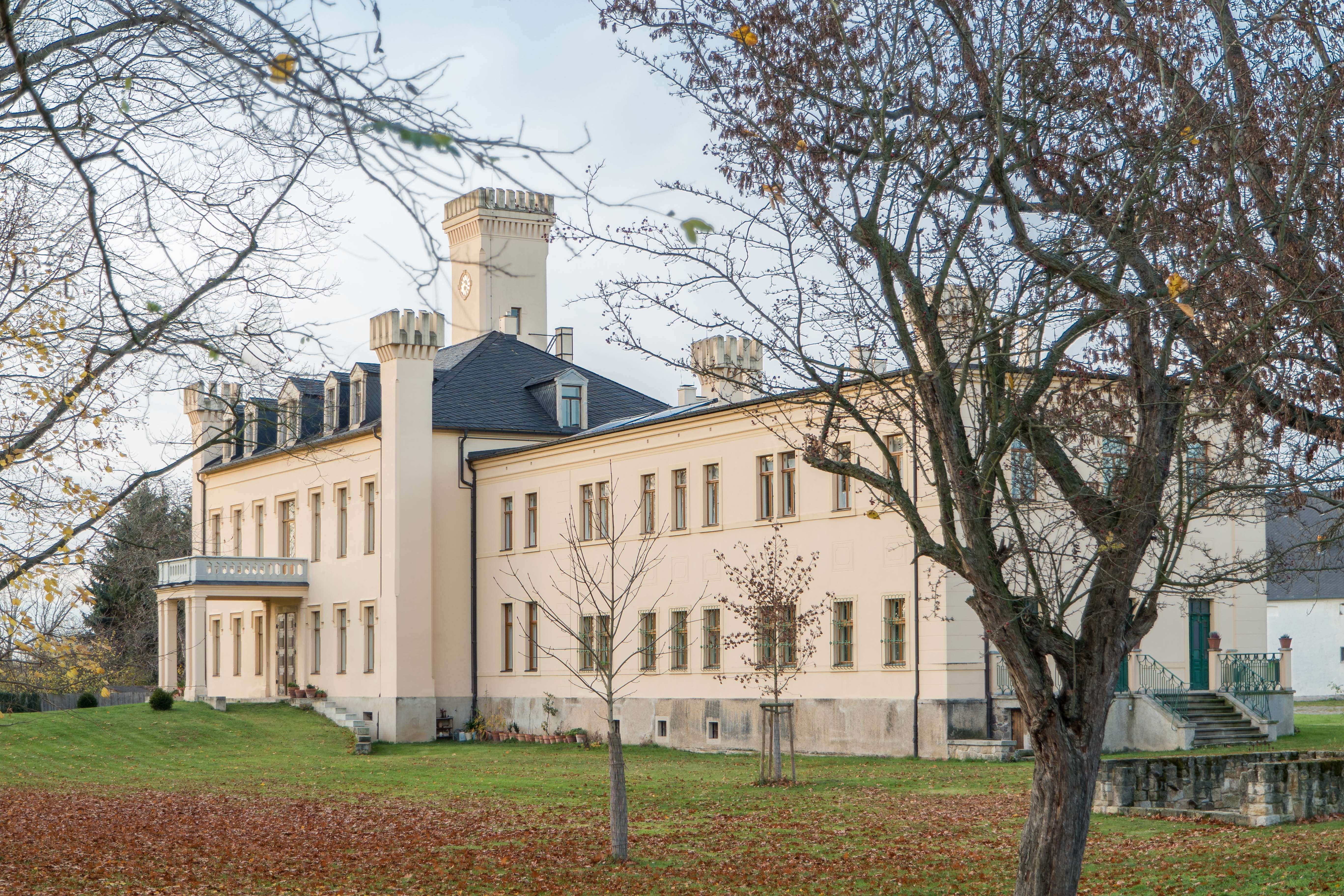
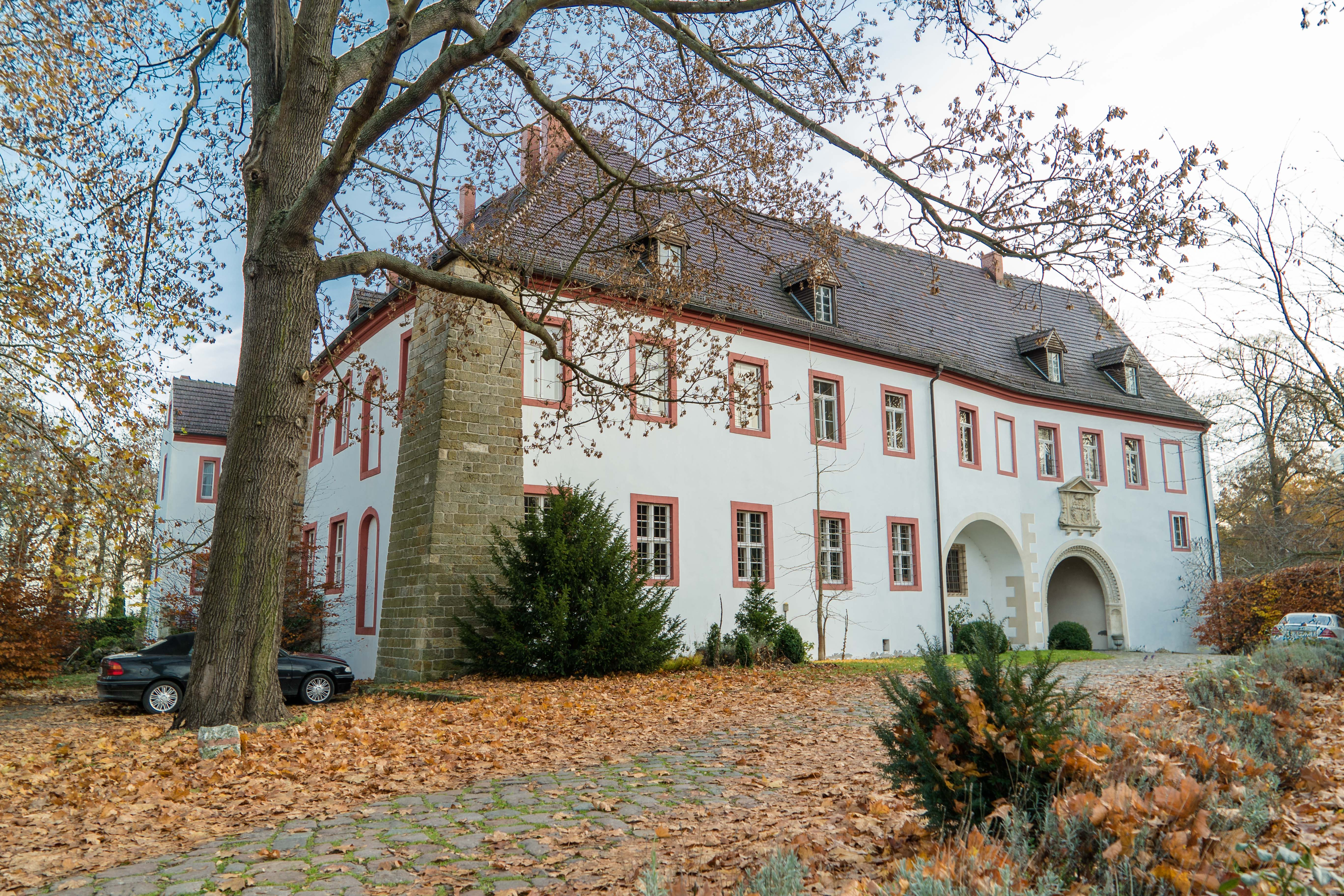